# Ilona Lagas
Ilona Lagas (Zwolle, 31 januari 1956), huwelijksnaam Ilona Lagas-Meijer, is een Nederlandse politica. Ze is sinds 13 juni 2023 voor de BoerBurgerBeweging (BBB) fractievoorzitter in de Eerste Kamer. Eerder was zij gemeenteraadslid en wethouder namens de Volkspartij voor Vrijheid en Democratie (VVD).

## Levensloop
Lagas groeide op in Zwolle. Daar ging ze van 1968 tot 1974 naar het Atheneum-B op het Thomas a Kempis Lyceum. Ze volgde van 1974 tot 1976 een opleiding tot medisch laborant. Op haar achttiende ging ze werken in het poliklinisch laboratorium van het Sophia-ziekenhuis. Ze werkte daar uiteindelijk elf jaar lang en eindigt als hoofd van dat laboratorium. Van 1983 tot 1985 studeerde zij MO Duits aan de Fryske Akademy en van 1985 tot 1986 Nederlands recht aan de Open Universiteit, waar zij haar propedeuse behaalde.
Daarna stapt ze over naar het onderwijs. 25 jaar lang werkte ze bij het Deltion College waar ze les gaf in Duits, Maatschappijleer en Beveiliging. Ze kwam ook in het management van de opleiding Internationale Handel. Van 2007 tot 2008 volgde zij een opleiding Master of Dispute Resolution aan de Universiteit van Amsterdam en van 2009 tot 2010 de commissarissencyclus aan de Nyenrode Business Universiteit. Vanaf 2014 heeft ze een eigen bedrijf, waarmee ze zich verhuurt als procesbegeleider en conflictbemiddelaar.
Vanaf 1990 was Lagas gemeenteraadslid namens de VVD in Nieuwleusen, maar moest de gemeenteraad in 1995 verlaten vanwege verhuizing. In 1998 werd ze gemeenteraadslid in de gemeente Ommen. Van 2006 tot 2014 was ze wethouder in die gemeente, waar ze zich primair bezighield met ruimtelijke ordening. In 2011 overleefde ze net aan een motie van wantrouwen van de gemeenteraad, die was ingediend omdat de gemeente gefaald had in toezicht op een gemeentelijk bouwplan wat resulteerde in een verlies van 28,5 miljoen euro. Na de gemeenteraadsverkiezingen van 2014 was ze wederom gemeenteraadslid, tot ze in aanloop naar de gemeenteraadsverkiezingen van 2018 gevraagd werd voor waarnemend wethouderschap van uiteindelijk tien maanden. Ze verliet uiteindelijk de gemeentelijke politiek in 2020 toen ze toetrad tot de raad van toezicht van de stichting Openbaar Onderwijs Zwolle & Regio, wat ze onverenigbaar vond met het lidmaatschap van de gemeenteraad.
Al tijdens haar tijd in de gemeentepolitiek begon ze teleurgesteld te raken in de VVD. De partij focuste zich volgens haar te veel op grote steden, en te weinig op de boeren. De stikstofcrisis was uiteindelijk doorslaggevend voor haar om in 2021 de partij te verlaten. Ze sloot zich vervolgens aan bij de BoerBurgerBeweging. Ze was voor die partij lijsttrekker voor de Eerste Kamerverkiezingen 2023, en is daar sinds 13 juni 2023 fractievoorzitter van de zestienkoppige fractie. Ook stond ze vijfde op de kandidatenlijst voor de Provinciale Statenverkiezingen 2023 in Overijssel, het Statenlidmaatschap nam ze niet aan.

## Verkiezingsuitslagen
| Verkiezing                            | Partij | Positie   | Stemmen |
| ------------------------------------- | ------ | --------- | ------- |
| Gemeenteraad 1990 in Nieuwleusen      | VVD    |           |         |
| Gemeenteraad 1994 in Nieuwleusen      | VVD    |           |         |
| Gemeenteraad 1998 in Ommen            | VVD    |           |         |
| Gemeenteraad 2002 in Ommen            | VVD    |           |         |
| Gemeenteraad 2006 in Ommen            | VVD    |           |         |
| Gemeenteraad 2010 in Ommen            | VVD    |           | 322     |
| Gemeenteraad 2014 in Ommen            | VVD    | 1         | 586     |
| Gemeenteraad 2018 in Ommen            | VVD    | 1         | 610     |
| Provinciale Staten 2023 in Overijssel | BBB    | 5         | 7.461   |
| Eerste Kamer 2023                     | BBB    | 1 (lijst) | 29.711  |

## Persoonlijk
Lagas is getrouwd en heeft een zoon en een dochter. Haar echtgenoot is oprichter van Klassiek Liberaal, een club van VVD-leden die vinden dat de partij onvoldoende rechts is. Haar echtgenoot is later ook overgestapt naar BBB. In 2006 werd zij lid in de Orde van Oranje-Nassau.